# ジュエリーアイス

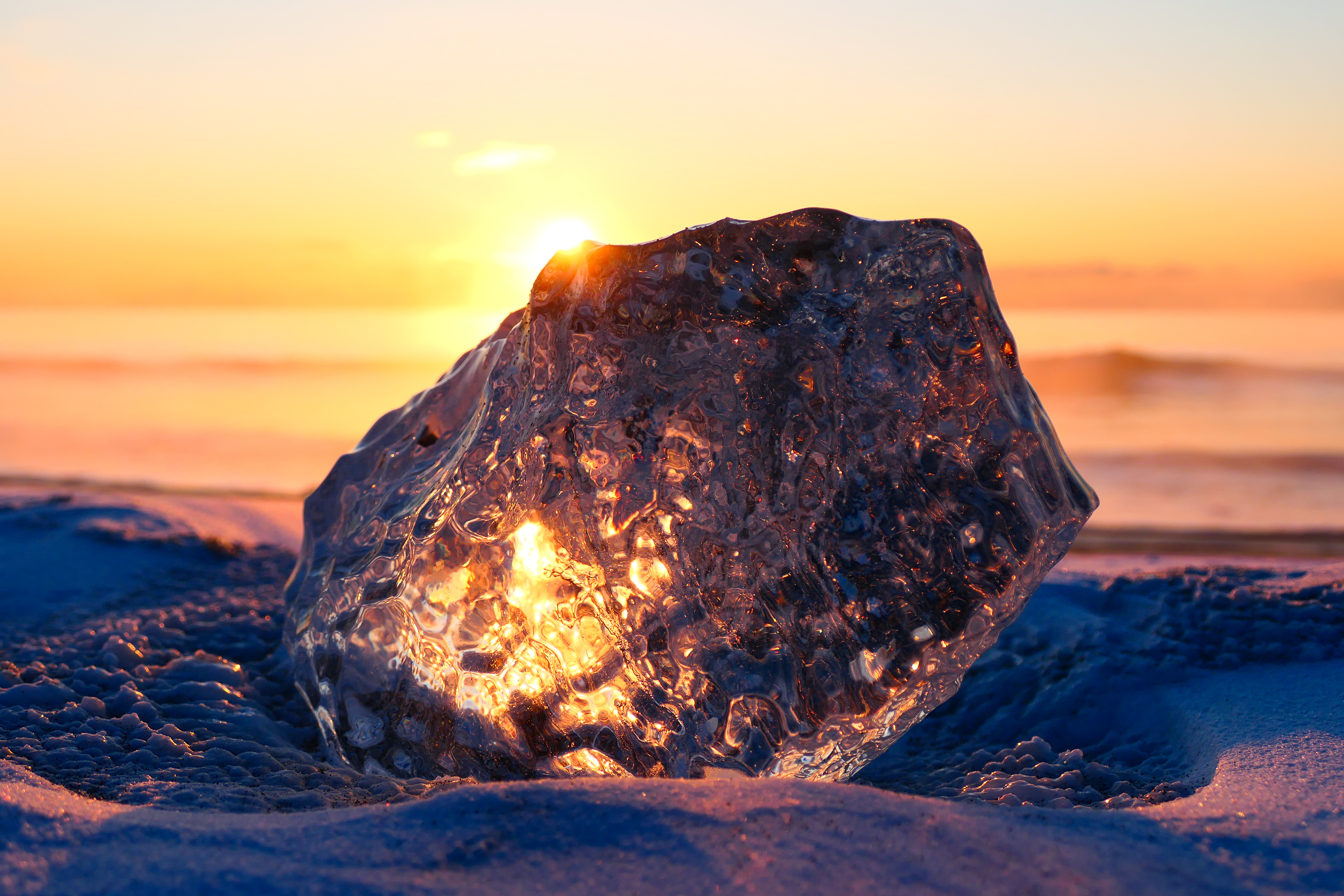
ジュエリーアイス

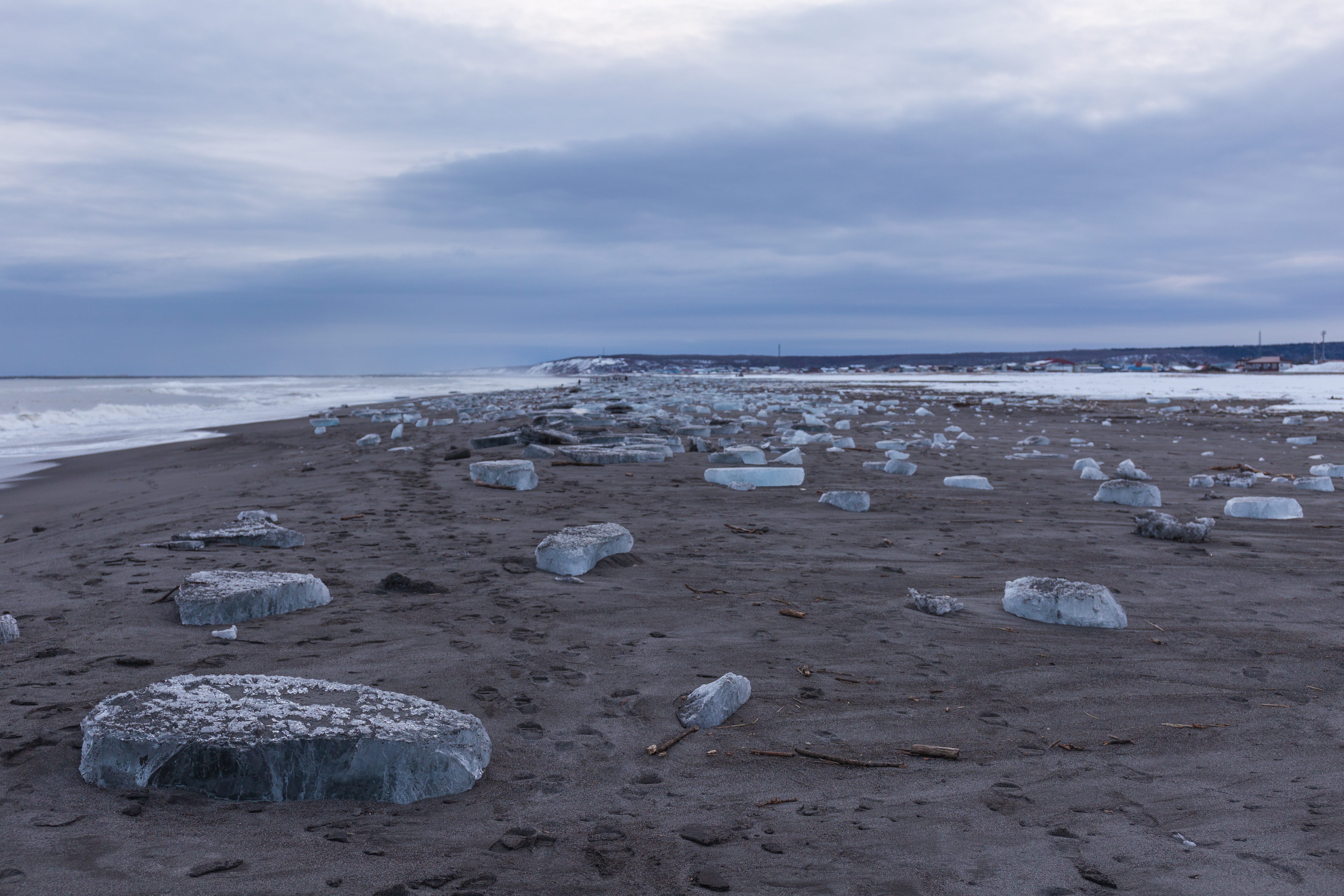
冬季の大津海岸。数多くの氷塊が打ち寄せられている。

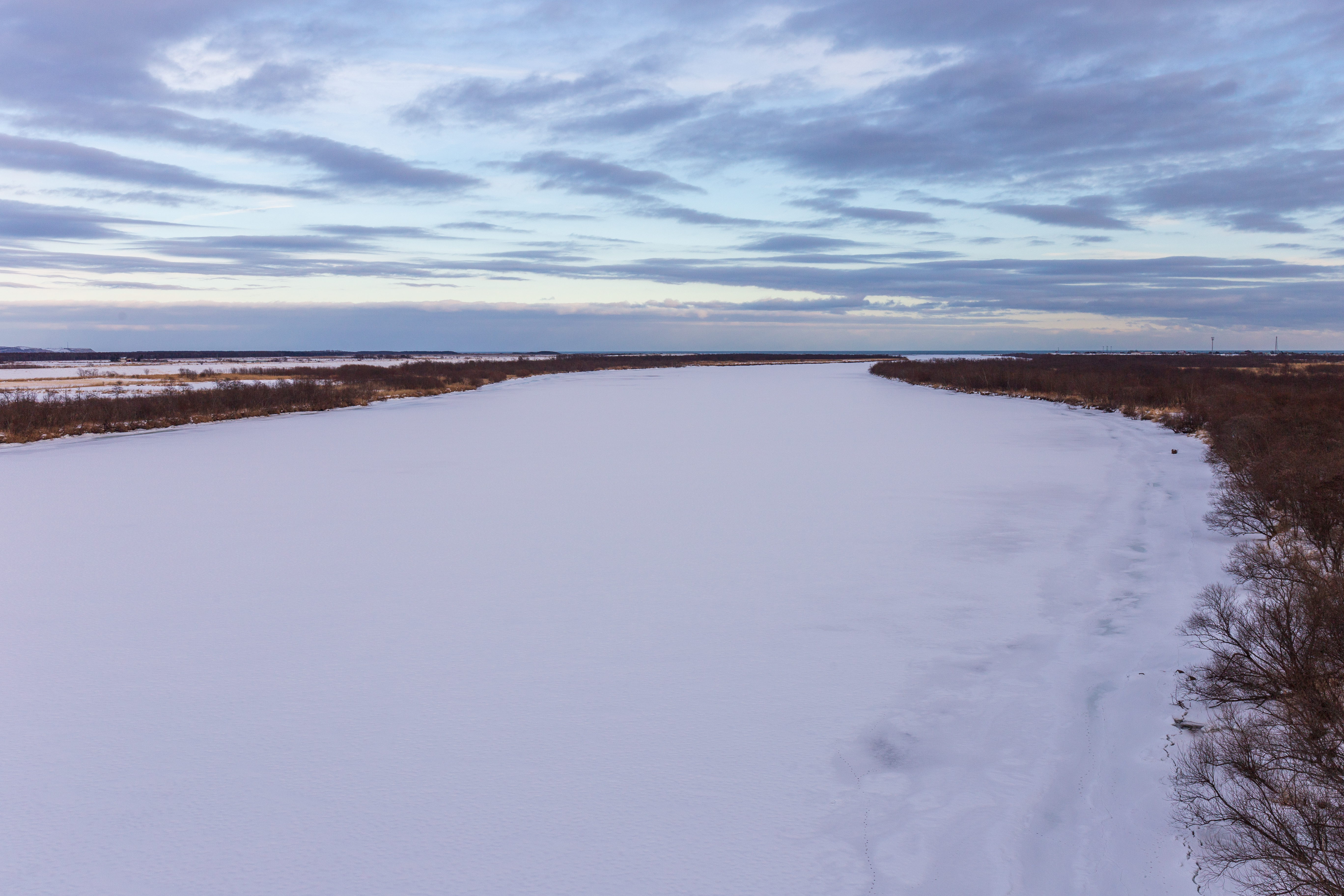
冬季の十勝川河口付近。国道336号十勝河口橋上から見る。この後ジュエリーアイスとなる氷が川面一面に張っている。

ジュエリーアイス (Jewelry Ice) は、北海道十勝管内の中川郡豊頃町にある大津海岸で冬季に見られる氷塊。透明度が高く、光を浴びると宝石（ジュエリー）のように輝いて見えることからこの名で呼ばれる。
見ごろの時期は、その年の天候によっても変化するが、おおむね1月中旬から2月下旬頃まで。最盛期には海岸を埋めつくすほどの氷塊が見られることもある。

## 発生のしくみ
豊頃町で太平洋に注ぐ十勝川の河口付近が冬の厳しい寒さによって結氷する。豊頃町が位置する十勝平野は「十勝晴れ」という言葉があるほど冬季の晴天率が高く、放射冷却現象が起きやすいこと、平野であることから冷気が広範囲かつ平面的に広がり効果的に冷却が進むこと、比較的暖かい海岸付近にも十勝川の流れが冷気を運んでくるため、氷の成長が促されることなどが要因である。
この氷が日中の気温上昇や潮の満ち引きなどによって割れ、手のひら大のものから畳1枚分ほどのものまで大小さまざまな塊となって河口から流出し、太平洋を漂ったのちに河口近くにある大津海岸に打ち上げられる。
塊は海の波に揉まれる間に角が取れて丸くなっており、また流氷とは違いもともと川氷であるため、塩分を含んでおらず透明度が高いことから、太陽や月の光を浴びると宝石のように輝くのが特徴である。朝日や夕日の下ではオレンジ色、日中は青と、時間帯によって色が変化する。またその時の空の色によっても、さまざまに色が変わる。
ジュエリーアイスが見ごろとなる1月から2月にかけては、現地の日の出の方位と海岸線がほぼ直交するため、太平洋の水平線上に上る日の出を背景にジュエリーアイスを見ることができる。
透明な氷ができる理由として、ゲッティンゲン大学教授のヴェルナー・F・クース (Werner F. Kuhs) によれば、通常、川氷や湖氷は凍結する際に微細な気泡が多く発生し、それが氷の中に取り込まれるため、それほど透明にはならないが、大規模に凍結した場合は気泡が1か所に集まり、結果として空気の入っていない部分ができることがあるという。
また、海洋物理学を専門とするケンブリッジ大学教授のピーター・ワダムス (Peter Wadhams) によると、このような状態の氷は世界でも大津海岸でしか観察できず、他にはよく似た氷河の氷をアラスカ州南東部の島々やチリ南部のフィヨルドで見ることができる程度である。
氷が十勝川で形成されてから大津海岸に打ち上げられるまでの間、どのような状態になっているかを調べる取り組みも行われている。北見工業大学で河川工学を研究する吉川泰弘が中心となったグループは、ジュエリーアイスの生成プロセスとして、氷の「形成」「破壊」「輸送」「堆積」という4段階を想定し、それぞれの段階がどのような条件で進行するかを研究している。吉川は、この研究によって氷の発生条件が明らかになれば、天気予報や潮汐データと重ね合わせることで、ジュエリーアイス発生日の予報を出すことも可能になると見込んでいる。
また、海岸に流れ着く氷の量は、河口付近の砂州の状態によっても変化すると見られている。砂州は川の流れや波の影響で変化し、それによって河口の位置が海岸に近くなったり、逆に離れたりということが起きる。北見工大によるGPS観測データによると、十勝川河口の砂州の先端は2018年からの5年間で最大600メートル移動した。吉川は、砂州が短くなって河口が海岸に近づくと、氷はより多く打ち上がりやすくなると推測している。

## 観光資源として

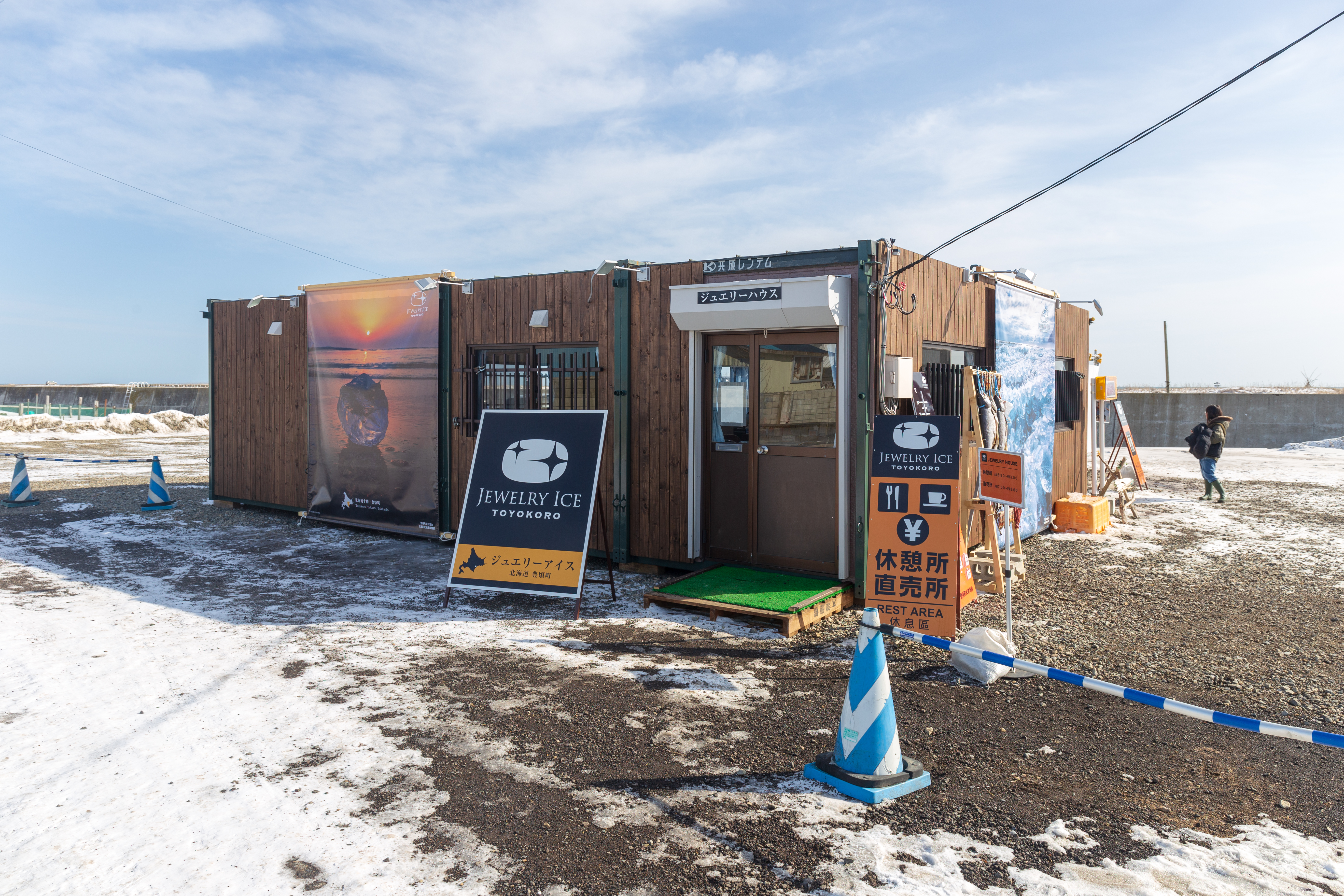
観光客用休憩所「ジュエリーハウス」（仮設時代）

大津海岸に打ち上げられる氷は、地元では昔から見られた自然現象であり、冬になると子どもたちが蹴飛ばして遊ぶようなありふれた存在であったが、厳寒の時期に大津海岸を訪れる人は多くなく、広く知られてはいなかった。2012年になり、帯広市で英語学校を経営する浦島久（豊頃町出身）が「ジュエリーアイス」と命名。浦島は自ら撮影したジュエリーアイスの写真集も出版している。
浦島ほか、複数の写真家が毎年冬にジュエリーアイスを撮影して発表してきたことで、注目が集まるようになった。2016年1月にYahoo!ニュースで取り上げられたり、2017年1月には『週刊現代』や『ニューヨーク・タイムズ』紙（電子版）で紹介されたりして、一般の観光客にも存在が知られるようになっていった。観光資源としてのジュエリーアイスに着目した豊頃町がパンフレット作製や旅行会社への営業、休憩所・トイレなどの整備を行った効果もあり、2018年は6,000人以上、2019年には13,800人、2020年には16,000人の観光客を集めた。
豊頃町は、「ジュエリーアイス」の名称を特定企業などが独占使用することを防ぐため、2017年4月にこの名称を商標登録出願したが、この時すでに複数の民間企業からも出願があり、審査の結果、豊頃町を含めてすべて登録を認められなかった。豊頃町は、出願前からすでに観光PRなどで名称を使用していたことなどを訴えて再審査を求め、最終的に2018年10月、豊頃町による登録が認められ。2018年11月に登録された。
ジュエリーアイスは自然現象であるため、現地に行ったとしても必ず見ることができるわけではない。豊頃町に対して「いつ見られるのか」という問い合わせが多く寄せられるため、豊頃町では職員がシーズン中定期的に大津海岸へ出向いて状況を確認し、ウェブサイトで最新情報の発信を行っている。また、ジュエリーアイスが海岸にない日も観光客が楽しめるよう、打ち上げられた氷を展示する取り組みも行われている。2022年からは、ジュエリーアイスの研究のため北見工大が大津海岸に設置していた定点カメラが一般にも公開され、観光客がカメラの画像をインターネットで確認して現地の状況を把握することができるようになり、さらに2023年には、このカメラを利用してジュエリーアイスの出現を予測するシステムが試験公開された。

## 大津海岸へのアクセス
- 豊頃町中心部から北海道道320号・911号経由で約 20 km[2]

現地までの公共交通機関はないため、自家用車・タクシーなどを利用することになる。シーズン中はバス事業者や旅行会社などが企画するバスツアーも多く催行されている。
観光客の増加に伴い、海岸近くの国有地を活用した駐車場が2017年末に整備された。また、2018年シーズンより観光客用休憩所「ジュエリーハウス」が海岸近くの町有地に設置された。当初はプレハブの建物と仮設トイレという設備であったが、2021年シーズンより木造の建物が本設された。
一方、観光客の急増によって、騒音や路上駐車などで地域住民が迷惑を被る場面も増えているため、豊頃町では「私有地の横断、立入り」「道路や私有地での駐車」「迷惑行為」を行わないよう呼びかけている。

## 類似の現象

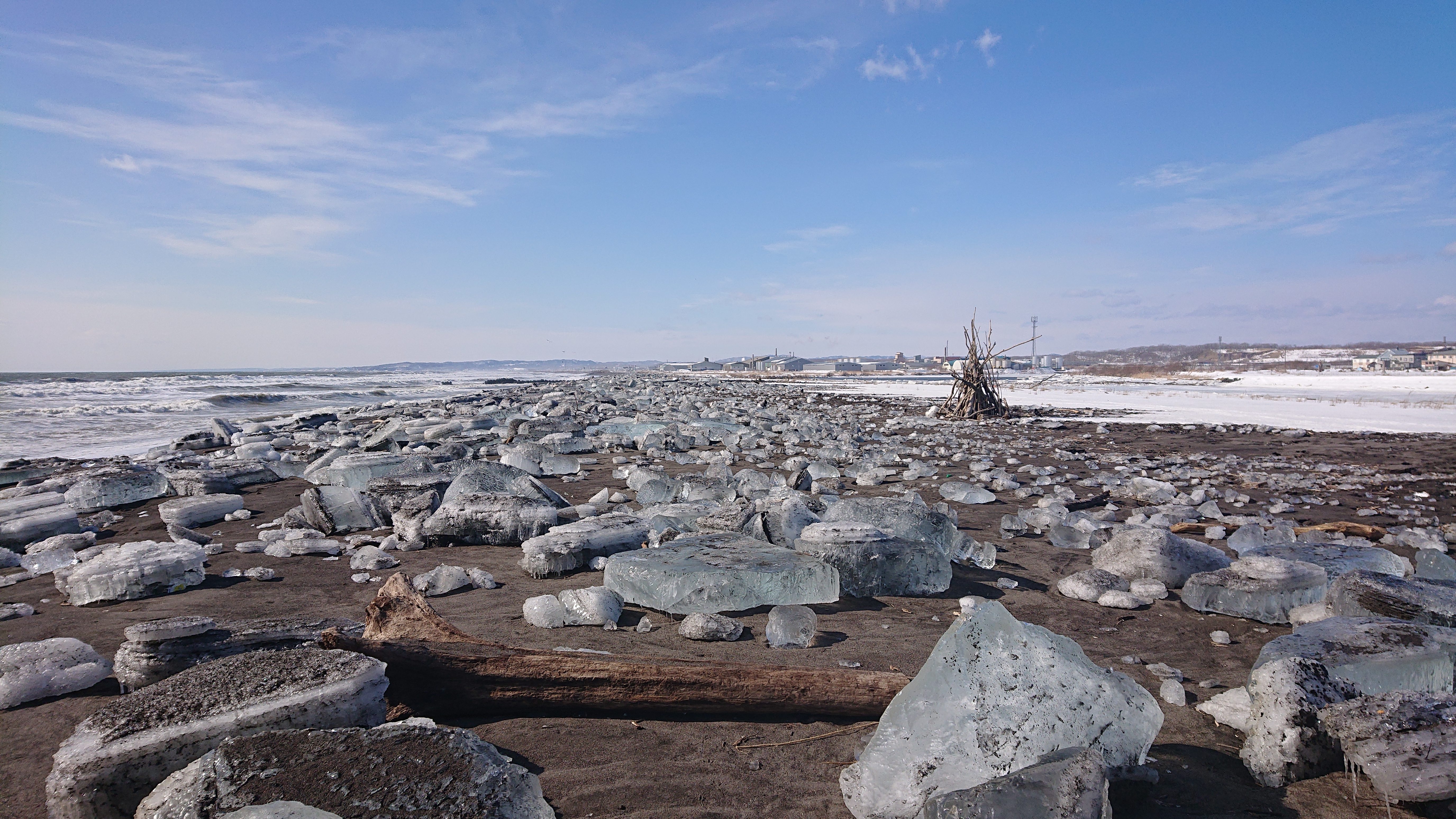
釧路市大楽毛海岸に打ち上げられた数多くの氷塊

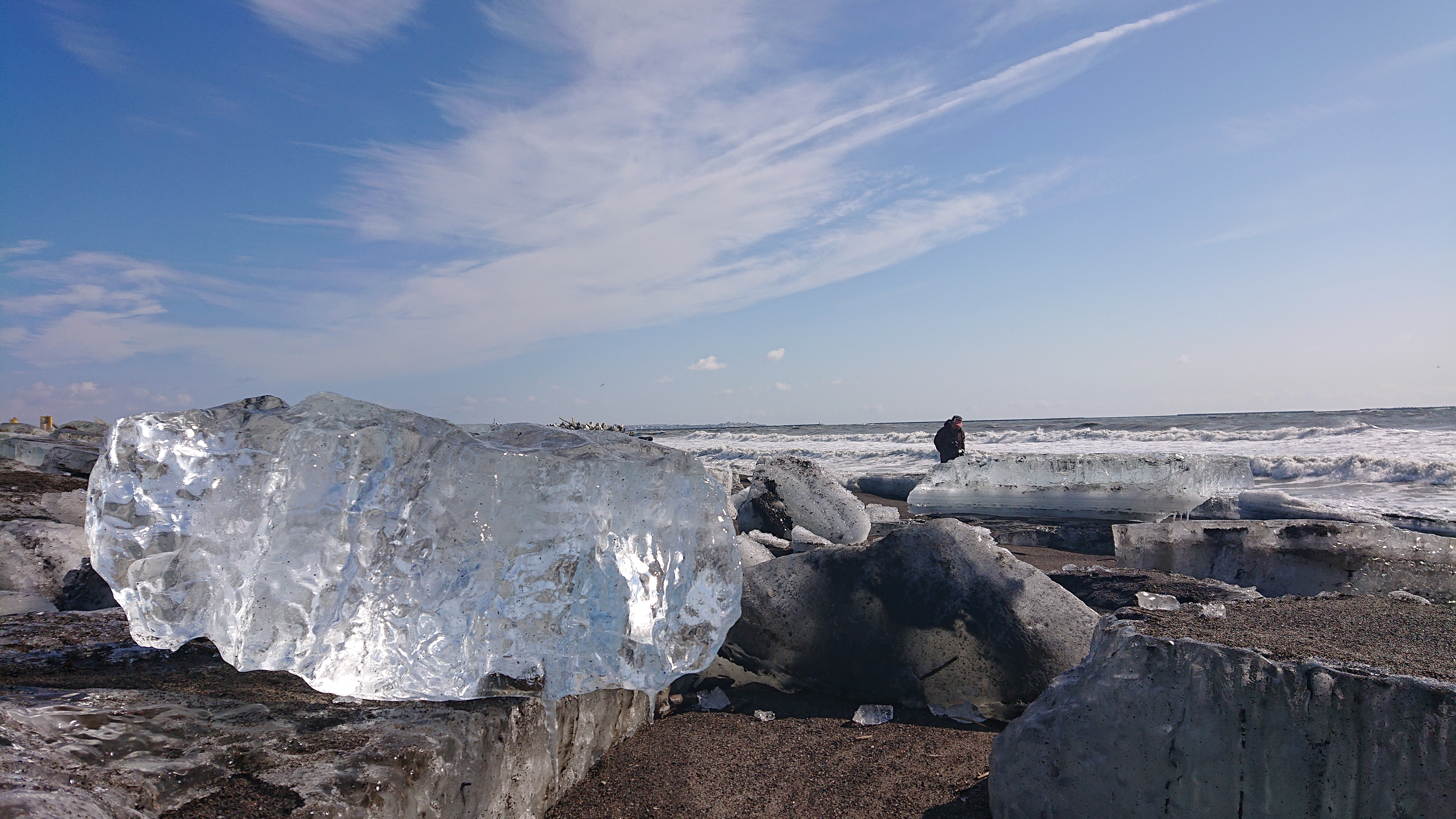
釧路市大楽毛海岸に打ち上げられた透明度の高い氷塊

北海道内では、ジュエリーアイスと同じく河口から海に流れ出した川氷が透明の氷塊になって海岸に漂着する現象が、大津海岸以外でも確認されている。
釧路市大楽毛の海岸では、冬に阿寒川河口から流出した氷が打ち上げられ、宝石のように輝く姿を見せる。また、日高管内の様似郡様似町で太平洋に注ぐ海辺川河口近くにある親子岩ふれ愛ビーチに、数百個の透明な氷塊が打ち上げられたのが確認されたことがある。さらに根室管内の標津郡標津町を流れる標津川河口付近のオホーツク海岸でもジュエリーアイスに似た氷が観察できるが、こちらは流氷が接岸する時期になると見ることができなくなる。
標津町と同じくオホーツク海に面する北見市常呂町のところ常南ビーチでは、流氷接近前の約1か月間、近くにある常呂川河口から流れ出た氷が漂着するのが観察でき、「ドラゴンアイス」と名付けられている。